# Ophiocordyceps bispora
Ophiocordyceps bispora är en svampart som först beskrevs av Stifler, och fick sitt nu gällande namn av G.H. Sung, J.M. Sung, Hywel-Jones & Spatafora 2007. Ophiocordyceps bispora ingår i släktet Ophiocordyceps och familjen Ophiocordycipitaceae.   Inga underarter finns listade i Catalogue of Life.